# Premi Cervantes
El Premi Cervantes va ser instituït l'any 1976 i és concedit anualment pel Ministeri d'Educació, Cultura i Esports espanyol a proposta de l'Associació d'Acadèmies de la Llengua Espanyola. Està reconegut com el guardó literari més important en llengua castellana i distingeix l'obra d'un autor la contribució del qual al patrimoni cultural hispànic hagi estat decisiva. Està dotat amb 125.000 euros i pren el seu nom de l'autor Miguel de Cervantes, autor de la qual es considera la màxima obra de la literatura castellana, El Quixot.
El Premi Cervantes no pot ser compartit, declarat desert o ser concedit a títol pòstum, segons les normes que es van establir després que en l'edició de 1979 el jurat decidís concedir el premi ex aequo a l'espanyol Gerardo Diego i a l'argentí Jorge Luis Borges.
Els candidats al Premi Cervantes són proposats pel ple de la Reial Acadèmia Espanyola, per les Acadèmies de la Llengua dels països de parla hispana i pels guanyadors en passades edicions.
El jurat està integrat pel director de la Reial Acadèmia Espanyola, el director d'una Acadèmia de la Llengua d'Hispanoamèrica, que va canviant cada any, el premiat en l'edició anterior i sis personalitats del món acadèmic, literari o universitari «de reconegut prestigi».
El 23 d'abril de cada any, coincidint amb la data que es commemora la mort de Miguel de Cervantes, el rei d'Espanya, presideix el lliurament d'aquest guardó al Paranimf de la Universitat d'Alcalà. En aquest acte solemne, el rei, el ministre de Cultura espanyol i l'autor guardonat pronuncien un discurs en què es glossa la vida i obra del premiat, sobre l'obra de Cervantes i els autors clàssics de la llengua castellana, així com sobre l'estat d'aquest idioma.

## Guanyadors
- 1976: Jorge Guillén (Espanya)
- 1977: Alejo Carpentier (Cuba)
- 1978: Dámaso Alonso (Espanya)
- 1979: Jorge Luis Borges (Argentina) i Gerardo Diego (Espanya)
- 1980: Juan Carlos Onetti (Uruguai)
- 1981: Octavio Paz (Mèxic)
- 1982: Luis Rosales (Espanya)
- 1983: Rafael Alberti (Espanya)
- 1984: Ernesto Sábato (Argentina)
- 1985: Gonzalo Torrente Ballester (Espanya)
- 1986: Antonio Buero Vallejo (Espanya)
- 1987: Carlos Fuentes (Mèxic)
- 1988: María Zambrano (Espanya)
- 1989: Augusto Roa Bastos (Paraguai)
- 1990: Adolfo Bioy Casares (Argentina)
- 1991: Francisco Ayala (Espanya)
- 1992: Dulce María Loynaz (Cuba)
- 1993: Miguel Delibes (Espanya)
- 1994: Mario Vargas Llosa (Perú)
- 1995: Camilo José Cela (Espanya)
- 1996: José García Nieto (Espanya)
- 1997: Guillermo Cabrera Infante (Cuba)
- 1998: José Hierro (Espanya)
- 1999: Jorge Edwards (Xile)
- 2000: Francisco Umbral (Espanya)
- 2001: Álvaro Mutis (Colòmbia)
- 2002: José Jiménez Lozano (Espanya)
- 2003: Gonzalo Rojas (Xile)
- 2004: Rafael Sánchez Ferlosio (Espanya)
- 2005: Sergio Pitol (Mèxic)
- 2006: Antonio Gamoneda (Espanya)
- 2007: Juan Gelman (Argentina)
- 2008: Juan Marsé (Espanya)
- 2009: José Emilio Pacheco (Mèxic)
- 2010: Ana María Matute (Espanya)
- 2011: Nicanor Parra (Xile)
- 2012: José Manuel Caballero Bonald (Espanya)[1]
- 2013: Elena Poniatowska (Mèxic)[1]
- 2014: Juan Goytisolo (Espanya)[2]
- 2015: Fernando del Paso (Mèxic)[3]
- 2016: Eduardo Mendoza (Espanya)[4]
- 2017: Sergio Ramírez Mercado (Nicaragua)[5]
- 2018: Ida Vitale (Uruguai)[6]
- 2019: Joan Margarit (Espanya)
- 2020: Francisco Brines (Espanya)
- 2021: Cristina Peri Rossi (Uruguai)[7]
- 2022: Rafael Cadenas (Veneçuela)[8]
- 2023: Luis Mateo Díez (Espanya)[9]
- 2024: Álvaro Pombo (Espanya)[10]